# Pseudagapostemon mendocinus
Pseudagapostemon mendocinus là một loài Hymenoptera trong họ Halictidae. Loài này được Jörgensen mô tả khoa học năm 1909.